# Casus fœderis
L'expression casus fœderis, dérivée du latin, signifie « cas d'alliance ». Dans le domaine diplomatique, elle renvoie à une situation où les conditions d'une alliance entrent en jeu, par exemple quand une nation est attaquée par une autre.

## Exemples

### Première Guerre mondiale
Pendant la Première Guerre mondiale, les traités entre l'Italie, l'Autriche-Hongrie et la Roumanie imposaient à l'Italie et à la Roumanie de secourir l'Autriche-Hongrie si elle était attaquée par une autre nation. Néanmoins, l'Italie et la Roumanie n'ont pas appliqué cette clause puisque, comme a écrit Winston Churchill « le casus foederis ne s'était pas produit ». En effet, l'Autriche n'avait pas été attaquée « sans provocation de sa part ».

### OTAN
L'article 5 du traité de l'Atlantique nord encadre les conditions de défense mutuelle en cas d'agression contre un membre de l'OTAN. Il n'a été invoqué qu'une seule fois : le 12 septembre 2001, en réaction aux attentats du 11 septembre 2001 contre les États-Unis.

## Exceptions
En l'absence d'un pacte d'alliance politico-militaire, il n'existe aucune obligation d'intervenir militairement aux côtés des nations appelant à l'aide, car cet engagement repose exclusivement sur le choix discrétionnaire de l'État sollicité en matière de politique étrangère.